# Vágóhíd kocsiszín
A Vágóhíd kocsiszín egy mára már megszűnt és elbontott budapesti villamos és HÉV kocsiszín volt, amely a Budapesti Marhaközvágóhíd közelében, a Közvágóhíd HÉV-állomás mellett helyezkedett el.

## Története
A Vágóhíd kocsiszín a nagy budapesti kocsiszín-építkezések idején, a 19. század végén (1887) épült az 1876-ban épült forgalmi telep helyén, a Budapest IX. kerület Soroksári út 60. szám alatti telken. (Azaz körülbelül egyidős volt a többi budapesti kocsiszínnel.) Elsősorban a soroksári (ma ráckevei) HÉV ellátására szolgált, 1897-ben építették a villamosok fogadására szolgáló csarnokot. A kocsiszín vágánykapcsolattal rendelkezett mind a Soroksári út (2-es villamos, Ráckevei HÉV), mind a Gubacsi út (30-as villamos) felé. Létezett egy belső hurokvágánya, illetve a Máriássy út felé egy külső fordítási lehetősége is („óriáshurokvágány”). Ez utóbbi a Lágymányosi híd építése idején, 1993-ban szűnt meg. 
A villamos kocsiszín 1995. szeptember 8-án szűnt meg, míg a HÉV-részleg 1998-ban. A Soroksári út Duna felüli oldalára 1973-ban áthelyezett HÉV végállomás felhagyott felvételi épületét szintén 1998-ban bontották le. 113 évvel a létrejötte után, 2000-ben bontották el a telep épületeit, a déli oldalán 2006-ban meghosszabbították a Kvassay Jenő utat. (A fejlesztést a korabeli sajtó "Kvassay áttörés" néven emlegette.) 2012 óta nyaranta a a 12 ezer fő kapacitású Budapest Park szórakozóhely üzemel az egykori kocsiszín parlagon maradt területének legnagyobb részén. (A telek változatlanul fővárosi tulajdon.)
2006-ig még láthatóak voltak a Gubacsi út felőli kiágazóvágányok, amelyek az akkor már üres területre vezettek.